# Чевиана
Чевиана — отрезок в треугольнике, соединяющий вершину треугольника с внутренней точкой на противоположной стороне. Часто рассматриваются три таких отрезка, пересекающихся в одной точке, которые совместно называются чевианами. Название «чевиана» происходит от имени итальянского инженера Джованни Чевы, доказавшего известную теорему о чевианах, которая носит его имя. Медианы, биссектрисы и высоты треугольника являются специальными случаями чевиан.

## Длина

Треугольник с чевианой длины d

### Теорема Стюарта
Длину чевианы можно найти по теореме Стюарта — длина чевианы d (см. рисунок) задаётся формулой
{\displaystyle \,b^{2}m+c^{2}n=a(d^{2}+mn).}

### Медиана
Если чевиана является медианой (то есть делит сторону пополам), длина может быть определена по формуле
{\displaystyle m(b^{2}+c^{2})=a(d^{2}+m^{2})}
или
{\displaystyle 2(b^{2}+c^{2})=4d^{2}+a^{2}}
поскольку
{\displaystyle a=2m.}
Следовательно,
{\displaystyle d={\frac {\sqrt {2b^{2}+2c^{2}-a^{2}}}{2}}.}

### Биссектриса
Если чевиана является биссектрисой, её длина удовлетворяет формуле
{\displaystyle \,(b+c)^{2}=a^{2}\left({\frac {d^{2}}{mn}}+1\right),}
и 
{\displaystyle d^{2}+mn=bc}
откуда
{\displaystyle d={\frac {2{\sqrt {bcs(s-a)}}}{b+c}}},
где полупериметр s = (a+b+c)/2.
Сторона a делится в пропорции b:c.

### Высота
Если чевиана является высотой, а потому перпендикулярна стороне, её длина удовлетворяет формулам
{\displaystyle \,d^{2}=b^{2}-n^{2}=c^{2}-m^{2}}
и
{\displaystyle d={\frac {2{\sqrt {s(s-a)(s-b)(s-c)}}}{a}},}
где полупериметр s = (a+b+c) / 2.

## Свойства отношений

Три чевианы, проходящие через общую точку

Имеются различные свойства пропорций длин, образованных тремя чевианами, проходящими через одну общую внутреннюю точку. Для треугольника на рисунке справа выполняются равенства
{\displaystyle {\frac {AF}{FB}}\cdot {\frac {BD}{DC}}\cdot {\frac {CE}{EA}}=1;} (Теорема Чевы)
{\displaystyle {\frac {AO}{OD}}={\frac {AE}{EC}}+{\frac {AF}{FB}};} (Теорема Ван-Обеля о треугольнике)
{\displaystyle {\frac {OD}{AD}}+{\frac {OE}{BE}}+{\frac {OF}{CF}}=1;} (Теорема Жергонна)
{\displaystyle {\frac {AO}{AD}}+{\frac {BO}{BE}}+{\frac {CO}{CF}}=2.} (Теорема Жергонна)
Два последних свойства эквивалентны, поскольку сумма этих двух уравнений даёт тождество 1 + 1 + 1 = 3.

## Делители периметра
Делители периметра треугольника — это чевиана, которая делит периметр пополам. Три таких делителя пересекаются в точке Нагеля треугольника.

## Делители площади
Три делителя (пополам) площади треугольника — это его медианы.

## Трисектрисы
Если в каждой вершине треугольника проведены две чевианы, делящие углы на три равные части, то шесть чевиан пересекаются попарно, образуя правильный треугольник, называемый треугольником Морли.

## Площадь внутреннего треугольника, образованного чевианами
Теорема Рауса определяет отношение площади заданного треугольника к площади треугольника, образованного попарным пересечением трёх чевиан, по одной из каждой вершины.